# (52702) 1998 FR71
1998 أف أر 71 (ويعرف أيضًا باسم (52702) 1998 أف أر 71 وفق تسمية الكوكب الصغير) (بالإنجليزية: 1998 FR71)‏ هو كويكب ضمن حزام الكويكبات؛ وترتيبه 52702 من حيث الاكتشاف.
اكتُشف هذا الجُرم الفلكي بواسطة بحث لنكولن عن الكويكبات القريبة من الأرض في 20 مارس 1998.

## وصلات خارجية
- (52702) 1998 FR71 في قاعدة بيانات مختبر الدفع النفاث لأجرام النظام الشمسي الصغيرة

- الاكتشاف · مخطط المدار ·  العناصر المدارية · المعلمات المادية

- (52702) 1998 FR71 على موقع ويكي سكاي: DSS2, SDSS, GALEX, IRAS, Hydrogen α, X-Ray, Astrophoto, Sky Map, Articles and images